# Sonos
Sonos Inc. is een Amerikaans bedrijf van consumentenelektronica dat werd opgericht in 2002 door John MacFarlane, Craig Shelburne, Tom Cullen en Trung Mai. Het bedrijf werd bekend om zijn draadloze luidsprekersystemen.
In 2004 werd een prototype ontwikkeld van een digitaal muzieksysteem waarmee via luidsprekers muziek kan worden afgespeeld in meerdere ruimtes. Tussen 2011 en 2014 werd het aantal producten en diensten uitgebreid. In maart 2016 maakte directeur John MacFarlane bekend dat Sonos zich gaat richten op streaming media. MacFarlane trad een jaar later af als directeur; hij werd opgevolgd door Patrick Spence.

## Samenwerkingen
Sonos werkt samen met Amazon aan de Alexa, een virtuele assistent in de vorm van een slimme speaker. Eind 2017 werd bekend dat IKEA systemen van Sonos ging inbouwen in haar meubels. De nieuwere speakers zoals de Sonos Arc, One, Beam, Move en Roam werken ook met Google Assistant. Sonos maakt ook geluidssystemen voor auto's en startte in 2021 een samenwerking met Audi.

## Producten
- Zoneplayer (2005-2008)
- Controller (CR 200) (2009-2012)
- Wireless Dock (2010-heden)
- Bridge (beëindigd)
- Play:3 (2011-2018)

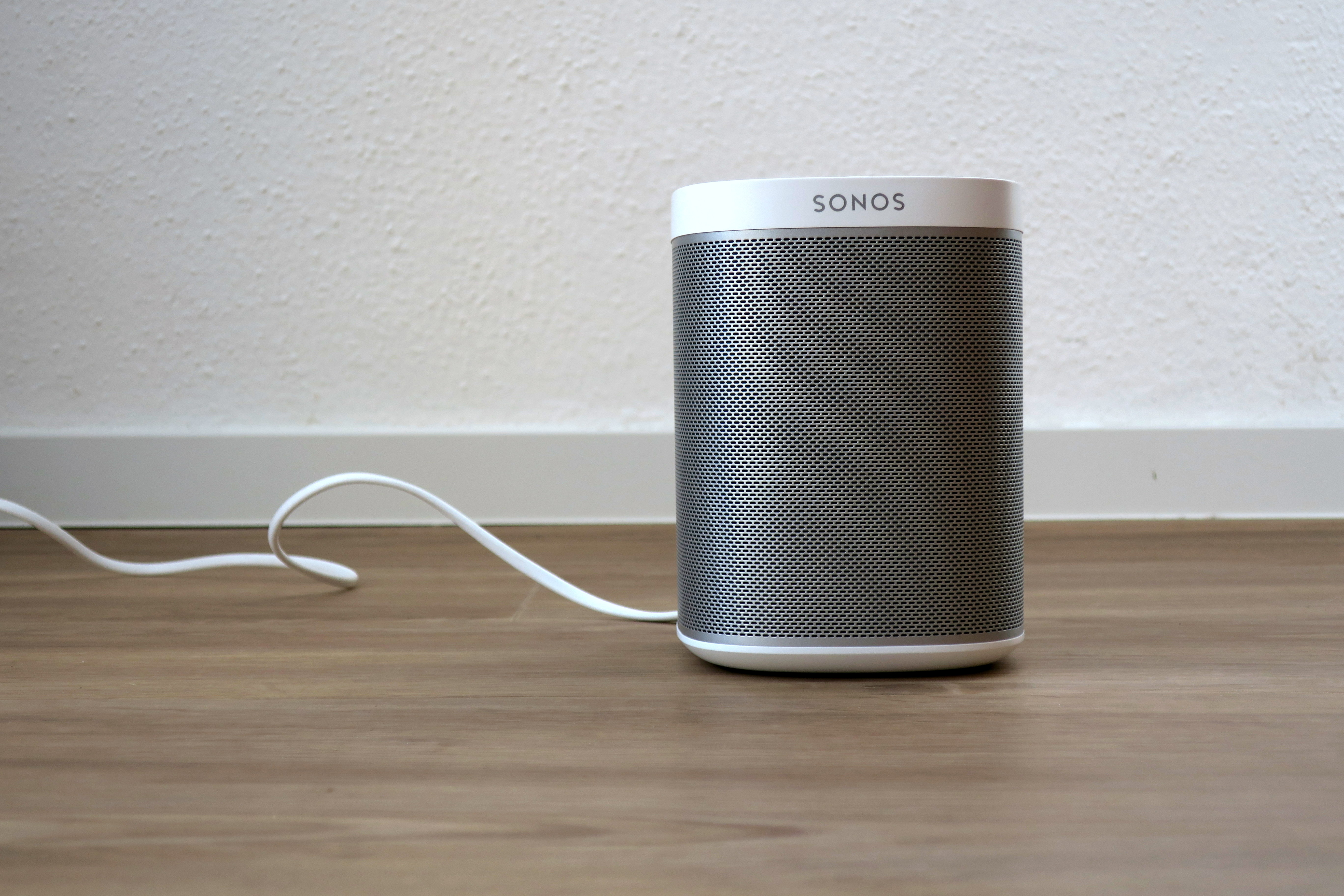
Sonos PLAY:1 draadloze luidspreker.

- Sub woofer (Gen 1, Gen 2) (2012-2020)
- Playbar soundbar (2013-2020)
- Play:1 (2013-2017)
- Play:5 (Gen 1, Gen 2) (2015-2020)
- Connect (Gen 1, Gen 2) (2015-heden)
- Connect: Amp (Gen 1, Gen 2) (2015-heden)
- Playbase soundbar (2017-2020)
- One (Gen 1, Gen 2) (2017-heden)
- Beam soundbar (2018-heden)
- One SL (2019-heden) (gelijk aan One maar zonder spraakondersteuning)
- Amp (2019-heden)
- Move wifi/bluetoothspeaker (2019-heden)
- Port (2019-heden)
- Symfonisk (boekenplank, tafellamp) (IKEA) (2019-heden)
- Arc soundbar (2020-heden)
- Sub woofer (Gen 3) (2020-heden)
- Five (2020-heden)
- Boost (om een krachtig intern SONOS wifi-netwerk te maken)
- Roam wifi/bluetoothspeaker (2021-heden).

De enkele luidsprekers kunnen als stereopaar worden verbonden. Met de subwoofer Sub kan hiermee een 2.1 of 5.1 surround sound-opstelling worden verkregen.

## Kritiek
Sonos wordt bekritiseerd vanwege het verzamelen van onnodige gegevens van haar gebruikers. In 2017 werd de overeenkomst uitgebreid met een nieuw privacybeleid. Als een klant hiermee niet akkoord gaat ontvangt deze geen updates meer, wat volgens de woordvoerder van Sonos betekent dat de apparaten niet meer normaal zullen functioneren.
In juli 2018 introduceerde Sonos verplichte registratie voor al zijn apparaten. Een verder gebruik van de luidsprekers is sindsdien niet meer mogelijk zonder een klantenaccount. Dit zorgde voor ophef onder boze klanten.